# Auckland United FC
Auckland United Football Club es un club de fútbol ubicado en Mount Roskill, Nueva Zelanda. Actualmente se desempeña en la Liga del Norte de Nueva Zelanda, segunda categoría del país. 
El equipo fue formado en 2020 como una fusión entre los clubes Onehunga Sports y Three Kings United. Actualmente compite en la Liga del Norte, una de las tres ligas regionales clasificatorias para la Liga Nacional de Nueva Zelanda y la Liga Nacional Femenina de Nueva Zelanda .   
El club participa también en la Copa Chatham y la Copa Kate Sheppard, competencias eliminatorias más importantes de Nueva Zelanda para hombres y mujeres respectivamente.  Ambos equipos recibieron pases directos en la Copa Chatham 2021 y la Copa Kate Sheppard 2021 para la preliminar  y la primera ronda, junto con otros equipos clasificados.    La sección masculina obtuvo su primera victoria de la Copa Chatham cuando vencieron a Cambridge 9-0,, mientras que el equipo femenino también ganó su primer juego 9-0 sobre Papamoa FC en la Copa Kate Sheppard.    En 2023, el equipo femenino de Auckland United ganó la Premiership NRFL  y la Liga Nacional Femenina de Nueva Zelanda. 

## Récord temporada por temporada
| Temporada | Liga clasificactoria | Liga | Liga | Liga | Liga | Liga | Liga | Liga | Liga | Liga |                 | New Zealand National League | New Zealand National League | New Zealand National League | New Zealand National League | New Zealand National League | New Zealand National League | New Zealand National League | New Zealand National League | New Zealand National League | Chatham Cup                  | Máximo anotador | Máximo anotador |
| Temporada | Liga clasificactoria | J    | G    | E    | P    | GF   | GC   | DG   | Pts  | Pos  | J               | G                           | E                           | P                           | GF                          | GC                          | DG                          | Pts                         | Pos                         | Nombre                      | Chatham Cup                  | Goles           |                 |
| --------- | -------------------- | ---- | ---- | ---- | ---- | ---- | ---- | ---- | ---- | ---- | --------------- | --------------------------- | --------------------------- | --------------------------- | --------------------------- | --------------------------- | --------------------------- | --------------------------- | --------------------------- | --------------------------- | ---------------------------- | --------------- | --------------- |
| 2021      | Northern League      | 19   | 10   | 5    | 4    | 42   | 25   | +17  | 35   | 2do  | Cancelado       | Cancelado                   | Cancelado                   | Cancelado                   | Cancelado                   | Cancelado                   | Cancelado                   | Cancelado                   | Cancelado                   | 3R                          | Monty Patterson              | 15              |                 |
| 2022      | Northern League      | 22   | 15   | 4    | 3    | 60   | 22   | +38  | 49   | 3ro  | 9               | 5                           | 2                           | 2                           | 14                          | 13                          | +1                          | 17                          | 3ro                         | 4R                          | Joshua Redfearn              | 13              |                 |
| 2023      | Northern League      | 22   | 13   | 4    | 5    | 50   | 24   | +26  | 43   | 3ro  | 9               | 2                           | 4                           | 3                           | 15                          | 17                          | -2                          | 10                          | 7mo                         | 2R                          | Joshua Redfearn              | 12              |                 |
| 2024      | Northern League      | 22   | 12   | 4    | 6    | 39   | 27   | +12  | 40   | 5to  | Did not qualify | Did not qualify             | Did not qualify             | Did not qualify             | Did not qualify             | Did not qualify             | Did not qualify             | Did not qualify             | Did not qualify             | 3R                          | Oliver Fay, Joshua Tollervey | 7               |                 |